# Mladá fronta Dnes

Mladá Fronta DNES - logo

Le journal Mladá Fronta Dnes ou en abrégé Dnes est un quotidien national tchèque.
Mladá Fronta Dnes, dont le titre signifie Front de la jeunesse d'aujourd'hui, est le premier grand quotidien national de Tchéquie, où l’industrie de la presse écrite semble bien se porter avec un tirage quotidien de quelque 2,5 millions de journaux (pour quelque 90 titres), presque tous en langue tchèque. Il est considéré comme un quotidien centriste - conservateur. Avec un tirage tournant autour de 450 000 exemplaires, il devance ses principaux concurrents : Právo (Le Droit), Lidové noviny, Svobodné Slovo (Le Mot libre) et Práce (Le Travail).
Comme la plupart de ses confrères - sur les huit quotidiens nationaux tchèques tirant à plus de 100 000 exemplaires, cinq sont majoritairement aux mains du capital étranger -, Dnes a dû se vendre à des étrangers pour trouver le financement pour se développer. Il a, pendant un certain temps, appartenu au groupe de presse français Socpresse de Robert Hersant, qui a revendu sa participation de 52 % au groupe de presse allemand Rheinische Post le 11 novembre 1994. 
En 2013, la maison d'édition Mafra a été achetée par l'homme politique et entrepreneur Andrej Babiš ou plus exactement par sa société Agrofert.